# Hero Elementary
Hero Elementary je americký animovaný televizní seriál vysílaný v letech 2020 na stanici PBS Kids.

## Děj
Série zahrnuje různé studenty "Sparks 'Crew" - Lucita Sky, AJ Gadgets, Sara Snap a Benny Bubbles, kteří jsou vyškoleni v superhrdinství jejich nepředvídatelným a nadšeným učitelem, panem Sparksem. Studenti společně pracují jako tým a využívají svých vlastních jedinečných superschopností i „schopností vědy“, aby pomáhali lidem, řešili problémy a pokusili se udělat svět lepším místem. Série je v současné době vyráběna pro 40 půlhodinových epizod, z nichž každá obsahuje dva segmenty.

## Obsazení
| Postava       | Originální dabing   | dabing ČS |
| ------------- | ------------------- | --------- |
| Lucita Sky    | Veronica Hortiguela |           |
| AJ Gadgets    | Jadiel Dowlin       |           |
| Sara Snap     | Stephany Seki       |           |
| Benny Bubbles | Stacey DePass       |           |
| Mr. Sparks    | Carlos Diaz         |           |